# Мякинин, Семён Яковлевич
Мякинин, Семён Яковлевич (около 1755—после 1795) — офицер Российского императорского флота, участник русско-турецкой войны (1787—1791) годов, осады крепости Очаков. Георгиевский кавалер, капитан-лейтенант.

## Биография
Мякинин Семён Яковлевич родился около 1755 года. 5 марта 1773 года поступил кадетом в Морской шляхетный кадетский корпус. В 1778 году произведён в гардемарины. В 1778—1783 годах ежегодно плавал в Балтийском море. 1 мая 1780 года произведён из капралов в мичманы.
В 1783 году был переведён из Балтийского в Черноморский флот. 1 января 1784 года произведён в лейтенанты. В 1785—1788 годах ежегодно плавал в Чёрном море. Осенью 1788 года был назначен командиром фрегата «Василий Великий», на котором принимал участие в операции по осаде крепости Очаков в Днепро-Бугском лимане в ходе русско-турецкой войны 1787—1791 годов.
21 ноября 1788 года фрегат вмёрз в лед, а 30 ноября был сорван с якоря дрейфующим от ветра льдом и вынесен на мель у Кинбурнской косы. Борт фрегата был пробит льдом, и он затонул, однако экипажу удалось спастись. В 1789 году с затонувшего судна были сняты орудия. В 1789 году был произведён в капитан-лейтенанты. В 1790 году, командуя частью судов лиманской флотилии, участвовал в её прорыве в дунайское устье. 29 февраля 1792 года был пожалован за отличие орденом Святого Георгия 4 класса № 889 (463).
Выбыл из Морского ведомства до 1795 года.